# 埃扎于
埃扎于（法語：Eyzahut，法語發音：[eza.y]）是法国德龙省的一个市镇，属于尼永斯区。

## 地理
埃扎于（44°33'54"N, 5°0'42"E）面积6.66 平方千米，位于法国奥弗涅-罗讷-阿尔卑斯大区德龙省，该省份为法国东南部内陆省份，北起顺时针与伊泽尔省、上阿尔卑斯省、上普罗旺斯阿尔卑斯省、沃克吕兹省和阿尔代什省接壤。
与埃扎于接壤的市镇（或旧市镇、城区）包括：勒波厄拉瓦、蓬德巴雷、罗什博丹、萨莱特、苏斯皮耶尔。

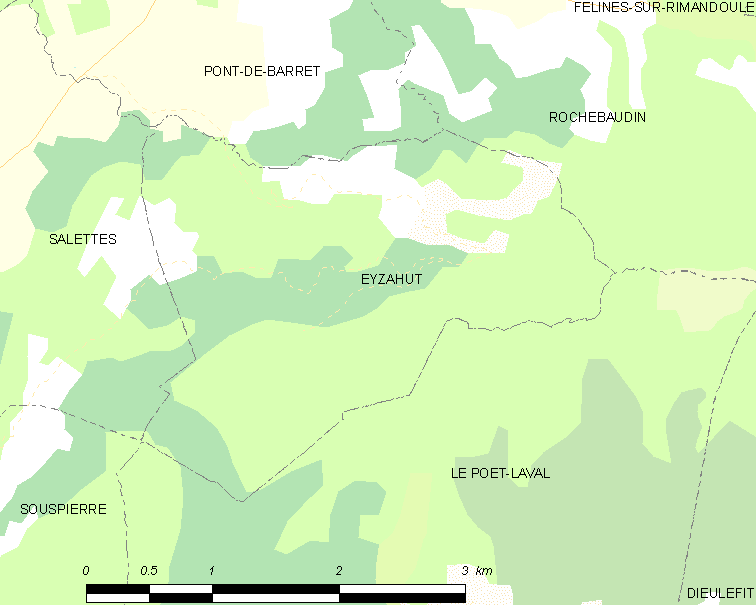
埃扎于的OSM定位图

埃扎于的时区为UTC+01:00、UTC+02:00（夏令时）。

## 行政
埃扎于的邮政编码为26160，INSEE市镇编码为26131。

## 政治
埃扎于所属的省级选区为迪约勒菲县。

## 人口

1962-2008年间埃扎于人口变化图示

埃扎于于2022年1月1日时的人口数量为153人。